# Qualified trust service providers
EXIBETITULO
Os Provedores de Serviços de Confiança Qualificados (em inglês, Qualified Trust Service Providers – QTSP) são entidades acreditadas que fornecem serviços digitais com validade legal no âmbito da identidade eletrónica e da assinatura digital. Estes provedores desempenham um papel essencial na criação de confiança nas transações eletrónicas, garantindo a autenticidade, integridade e validade jurídica de documentos e comunicações digitais.«Trusted List Browser». Comissão Europeia. Consultado em 20 agosto 2025

## Contexto e origem
O surgimento dos QTSP está ligado à necessidade crescente de assegurar segurança jurídica nas transações eletrónicas dentro da União Europeia. Antes da harmonização legislativa, cada Estado-Membro possuía normas diferentes, o que dificultava a aceitação transfronteiriça de assinaturas e certificados digitais.
Para resolver estas disparidades, a União Europeia aprovou em 2014 o Regulamento (UE) n.º 910/2014, conhecido como Regulamento eIDAS (electronic IDentification, Authentication and trust Services), que estabeleceu um quadro comum para a identificação eletrónica e os serviços de confiança.«Regulamento (UE) n.º 910/2014». EUR-Lex. Consultado em 20 agosto 2025

## Diferença entre TSP e QTSP
Os Trust Service Providers (TSP) são entidades que oferecem serviços de confiança, como certificados digitais, selos eletrónicos ou carimbos temporais.
No entanto, apenas os Qualified Trust Service Providers (QTSP) cumprem requisitos técnicos e de segurança adicionais definidos pelo regulamento eIDAS, estando sujeitos a auditorias regulares e à supervisão de organismos competentes de cada Estado-Membro.
Enquanto um TSP pode emitir certificados digitais, apenas um QTSP pode emitir certificados qualificados, que gozam de reconhecimento legal automático em todos os países da União Europeia, equivalendo a assinaturas manuscritas em papel.«Electronic signatures and trust services». Comissão Europeia. Consultado em 20 agosto 2025

## Regulamento eIDAS
O Regulamento eIDAS é o pilar jurídico que sustenta a atividade dos QTSP. Ele garante:
- Reconhecimento mútuo das assinaturas eletrónicas qualificadas em toda a União Europeia;
- Estabelecimento de normas técnicas comuns para serviços de confiança;
- Criação de listas de confiança públicas (EU Trusted Lists), onde cada Estado-Membro mantém o registo oficial dos QTSP acreditados.«EU Trusted Lists». Comissão Europeia. Consultado em 20 agosto 2025

Este regulamento tem como objetivo fomentar a confiança no mercado único digital europeu e promover a transformação digital de serviços públicos e privados.

## QTSP em Portugal
Em Portugal, o ecossistema de serviços de confiança qualificados começou a desenvolver-se após a transposição e aplicação do Regulamento eIDAS. Entre os primeiros provedores a obter a qualificação encontra-se a DigitalSign, que foi a primeira entidade portuguesa a constar na lista oficial da União Europeia.«DigitalSign – EU Trusted List». Comissão Europeia. Consultado em 20 agosto 2025

## Importância dos QTSP
A existência de Provedores de Serviços de Confiança Qualificados é fundamental para:
- Reforçar a confiança nas transações digitais;
- Garantir a interoperabilidade jurídica entre Estados-Membros da UE;
- Apoiar empresas e cidadãos na adoção de soluções digitais seguras;
- Acelerar a transformação digital de governos e instituições.